# あご野焼き
あご野焼き（あごのやき）は、山陰地方の代表的な特産品。鳥取県ではあごちくわとも呼ばれる。土産物としても人気が高い。
山陰地方で「あご」と呼ばれるトビウオを原料とした魚肉練り製品である。「大きな竹輪」と説明されることもある。
鳥取県では県中部以西で製造されており、島根県においても盛んに製造されている。
山陰地方では、トビウオ漁は5月から9月に行われており、あご野焼きは夏の味覚として親しまれている。

## 製造方法
トビウオをすり身にし、焼いて保存食にしたものが始まりとされ、出雲地方で古来より生産されている地伝酒などとすり身を混ぜ合わせて作られる。長さ約40センチメートル、太さ約7センチメートルに味付けしたすり身を成形して焼き上げる。焼くことによって表面がパリっとした食感になるが、表面が焦げて固くなると身が裂けるため、「突き立て棒」と呼ばれる道具で空気抜きの穴を開ける。